# Emily Brito
Emily Brito (Aragua, Venezuela, 2 de enero de 1992) es una jugadora de futsal venezolana. Actualmente se desempeña como arquera en el Club Atlético San Lorenzo de Almagro donde compite en el Torneo de Futsal Femenino de la AFA. También es arquera de la Selección Venezolana de Futsal Femenino.

### Títulos nacionales de Futsal AFA
| Título              | Club        | País      | Año  |
| ------------------- | ----------- | --------- | ---- |
| Copa Argentina 2018 | San Lorenzo | Argentina | 2018 |
| Supercopa 2019      | San Lorenzo | Argentina | 2019 |
| Liga Nacional 2019  | San Lorenzo | Argentina | 2019 |
| Supercopa 2021      | San Lorenzo | Argentina | 2021 |
| Torneo Único 2021   | San Lorenzo | Argentina | 2021 |
| Copa de Oro 2022    | San Lorenzo | Argentina | 2022 |
| Torneo 2022         | San Lorenzo | Argentina | 2022 |
| Copa de Oro 2024    | San Lorenzo | Argentina | 2024 |